# 이조족

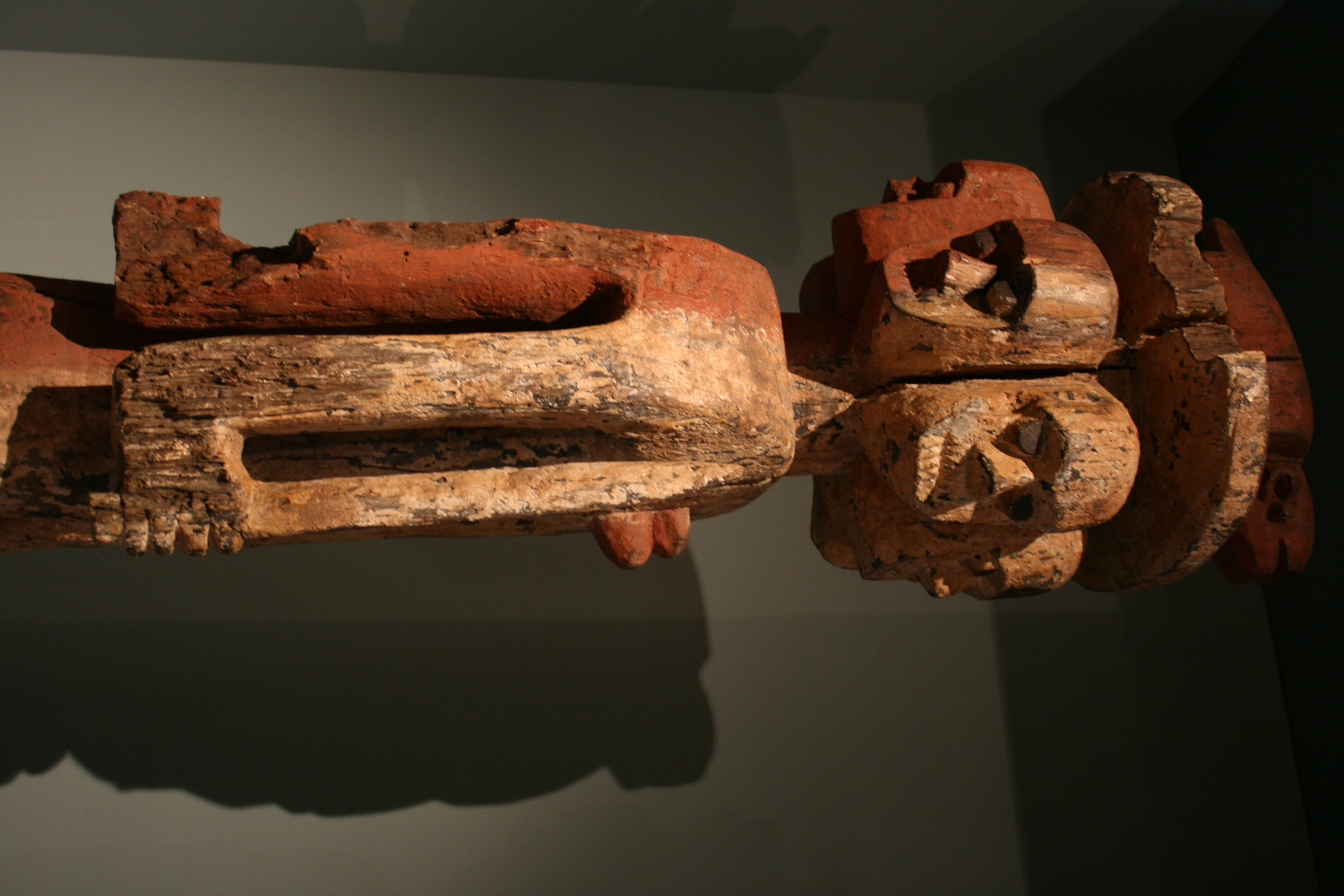

이조족(Ijaw people, Ijo people)은 나이지리아의 나이저강 삼각주에서 발견되는 민족 집단으로, 바이엘사주, 델타주 및 리버스주에 상당한 인구 집단이 있다. 이들은 또한 에도주 및 아콰이봄주의 작은 부분을 차지한다. 많은 사람들이 서쪽으로는 시에라리온, 동쪽으로는 가봉까지 캠프에서 이주 어부로 발견된다. CIA 팩트북에 따르면 그들은 나이지리아 인구의 약 1.8%를 차지한다. 이조족은 나이저강 삼각주 지역에 거주하는 가장 인구가 많은 부족 중 하나이며 나이지리아에서 8번째로 큰 인종 그룹이다.
그들은 오랫동안 많은 해상 무역로 근처에 살았으며, 14세기 말과 15세기 초에 무역을 통해 다른 지역과 잘 연결되었다. 그들의 언어에서는 종종 이존(Izon)이라는 고유명을 사용하여 자신을 지칭한다.